# Адамув (гміна Кшимув)
Адамув (пол. Adamów) — село в Польщі, у гміні Кшимув Конінського повіту Великопольського воєводства.
Населення — 83 особи (2011).
У 1975-1998 роках село належало до Конінського воєводства.

## Демографія
Демографічна структура станом на 31 березня 2011 року:
|          | Загалом | Допрацездатний вік | Працездатний вік | Постпрацездатний вік |
| -------- | ------- | ------------------ | ---------------- | -------------------- |
| Чоловіки | 37      | 11                 | 23               | 3                    |
| Жінки    | 46      | 8                  | 24               | 14                   |
| Разом    | 83      | 19                 | 47               | 17                   |